# Christoffer Sundgren
Kjell Tommy Christoffer Sundgren (Sveg, 31 de julio de 1989) es un deportista sueco que compite en curling.
Participó en dos Juegos Olímpicos de Invierno, obteniendo dos medallas, plata en Pyeongchang 2018 y oro en Pekín 2022.
Ganó ocho medallas en el Campeonato Mundial de Curling entre los años 2014 y 2024, y ocho medallas en el Campeonato Europeo de Curling entre los años 2014 y 2023.

## Palmarés internacional
| Juegos Olímpicos   | Juegos Olímpicos            | Juegos Olímpicos | Juegos Olímpicos |
| Año                | Lugar                       | Medalla          | Prueba           |
| ------------------ | --------------------------- | ---------------- | ---------------- |
| 2018               | Pyeongchang (Corea del Sur) | Medalla de plata | Equipo           |
| 2022               | Pekín (China)               | Medalla de oro   | Equipo           |
| Campeonato Mundial |                             |                  |                  |
| Año                | Lugar                       | Medalla          | Prueba           |
| 2014               | Pekín (China)               | Medalla de plata | Equipo           |
| 2015               | Halifax (Canadá)            | Medalla de oro   | Equipo           |
| 2017               | Edmonton (Canadá)           | Medalla de plata | Equipo           |
| 2018               | Las Vegas (Estados Unidos)  | Medalla de oro   | Equipo           |
| 2019               | Lethbridge (Canadá)         | Medalla de oro   | Equipo           |
| 2021               | Calgary (Canadá)            | Medalla de oro   | Equipo           |
| 2022               | Las Vegas (Estados Unidos)  | Medalla de oro   | Equipo           |
| 2024               | Schaffhausen (Suiza)        | Medalla de oro   | Equipo           |
| Campeonato Europeo |                             |                  |                  |
| Año                | Lugar                       | Medalla          | Prueba           |
| 2014               | Champéry (Suiza)            | Medalla de oro   | Equipo           |
| 2015               | Esbjerg (Dinamarca)         | Medalla de oro   | Equipo           |
| 2016               | Renfrew (Reino Unido)       | Medalla de oro   | Equipo           |
| 2017               | San Galo (Suiza)            | Medalla de oro   | Equipo           |
| 2018               | Tallin (Estonia)            | Medalla de plata | Equipo           |
| 2019               | Helsingborg (Suecia)        | Medalla de oro   | Equipo           |
| 2021               | Lillehammer (Noruega)       | Medalla de plata | Equipo           |
| 2023               | Aberdeen (Reino Unido)      | Medalla de plata | Equipo           |